# Cryptothele verrucosa
Cryptothele verrucosa là một loài nhện trong họ Zodariidae.
Loài này thuộc chi Cryptothele. Cryptothele verrucosa được Ludwig Carl Christian Koch miêu tả năm 1872.